# Championnat d'Allemagne de l'Ouest de hockey sur glace 1973-1974
Saison précédente Saison suivante
La saison 1973-1974 est la 17e saison du Championnat d'Allemagne de hockey sur glace depuis la création de la Bundesliga.

## 2. Bundesliga
La saison 1973-1974 est la 1re saison de la 2. Bundesliga, le second échelon allemand. 

### Saison régulière
|     | Club                   | PJ | V  | D | N  | BP  | BC  | Pts |
| --- | ---------------------- | -- | -- | - | -- | --- | --- | --- |
| 1.  | ESV Kaufbeuren         | 36 | 27 | 3 | 6  | 216 | 83  | 57  |
| 2.  | Adler Mannheim         | 36 | 24 | 2 | 10 | 215 | 126 | 50  |
| 3.  | Iserlohn Roosters      | 36 | 21 | 7 | 8  | 185 | 104 | 49  |
| 4.  | Starbulls Rosenheim    | 36 | 22 | 4 | 10 | 181 | 146 | 48  |
| 5.  | Thomas Sabo Ice Tigers | 36 | 19 | 4 | 13 | 171 | 138 | 42  |
| 6.  | SG Nürnberg            | 36 | 11 | 5 | 20 | 149 | 182 | 27  |
| 7.  | EV Pfronten            | 36 | 11 | 4 | 21 | 113 | 181 | 26  |
| 8.  | TEV Miesbach           | 36 | 9  | 6 | 21 | 130 | 217 | 24  |
| 9.  | EV Landsberg           | 36 | 8  | 4 | 24 | 111 | 212 | 20  |
| 10. | EV Ravensburg          | 36 | 7  | 3 | 26 | 127 | 209 | 17  |